# Tragocephala pulchra
Tragocephala pulchra là một loài bọ cánh cứng trong họ Cerambycidae.